# Wilhelm Brückner
Wilhelm Brückner (Baden-Baden, 11 dicembre 1884 – Nußdorf, 18 agosto 1954) è stato un militare tedesco, aiutante maggiore di Adolf Hitler fino all'ottobre 1940. In seguito si arruolò nella Wehrmacht, diventando Oberst alla fine della guerra. 

## Biografia

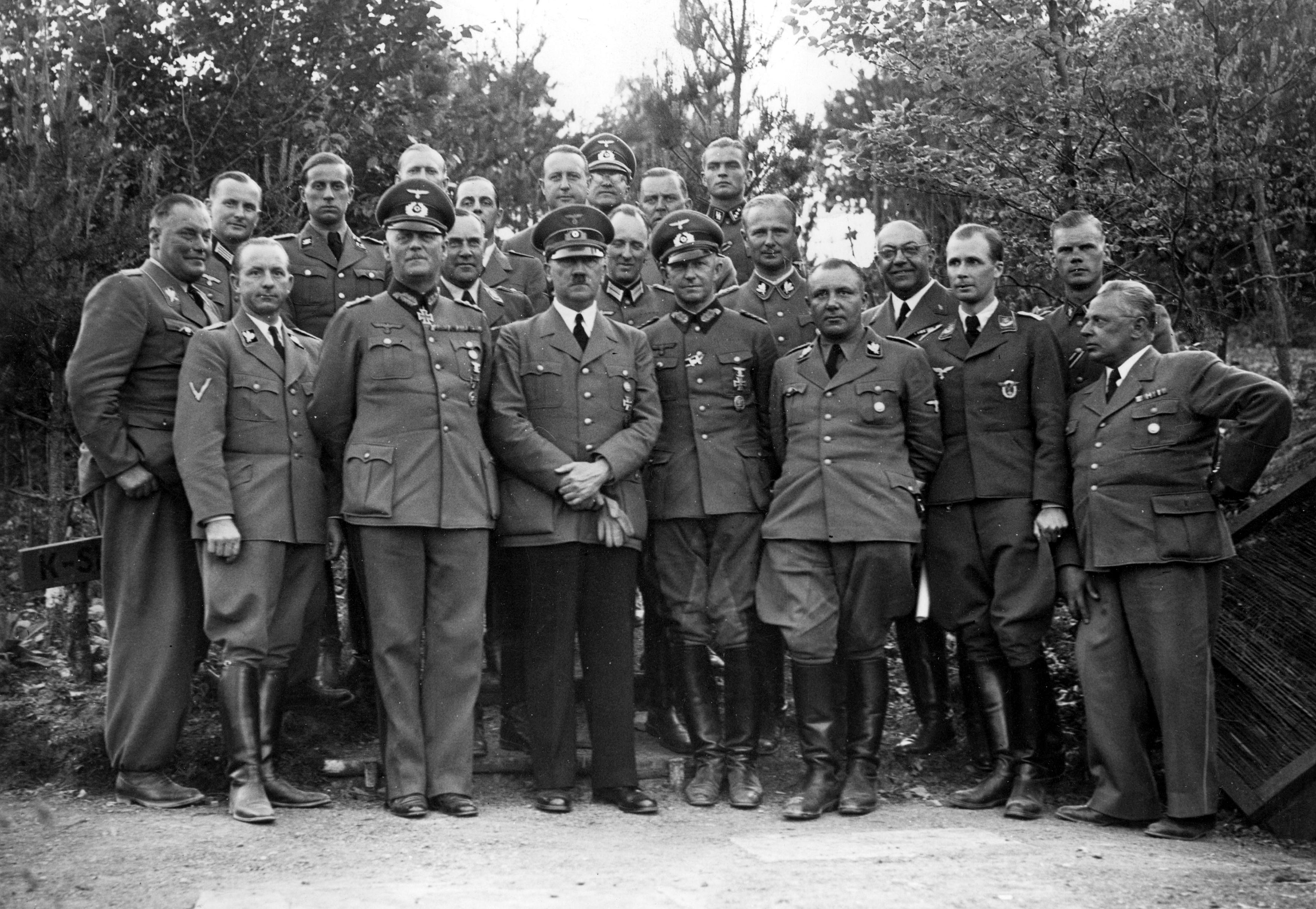
Adolf Hitler e il suo staff al quartier generale a Felsennest nel giugno 1940, con Wilhelm Brückner all'estrema sinistra.

Nacque e crebbe a Baden-Baden dove conseguì l'Abitur. In seguito studiò legge ed economia a Strasburgo, Friburgo, Heidelberg e Monaco. Durante la prima guerra mondiale fu ufficiale di un reggimento di fanteria bavarese e fu congedato come tenente. Dopo la guerra, si unì ai volontari dei Freikorps Epp nello Schützenregiment 42 dello Reichswehr nella soppressione della Repubblica bavarese. Verso la fine del 1919 frequentò nuovamente l'università e lavorò per tre anni come tecnico del suono. Alla fine del 1922 si iscrisse al Partito nazista (nº 298623) ed entrò nelle Sturmabteilung. Il 1° febbraio 1923 divenne comandante del reggimento SA di Monaco.
Fu tra coloro che parteciparono attivamente nell'organizzazione del Putsch di Monaco. All'inizio di novembre avvertì Hitler: "Abbiamo così tanti disoccupati nei ranghi, uomini che hanno speso tutto per le uniformi, che non è lontano il giorno in cui non sarò in grado di tenerli sotto controllo se non agisci. Se non succede nulla, perderemo il controllo". Brückner divenne l'aiutante di Hitler e una delle cinque guardie del corpo dell'epoca, insieme a Ulrich Graf, Emil Maurice, Christian Weber e Julius Schaub. Brückner era "ben visto" dagli uomini. Il 9 novembre 1923 Brückner prese parte nel Putsch e, dopo il suo fallimento, fu giudicato colpevole di favoreggiamento e di alto tradimento. Il 1º aprile 1924 fu condannato a quindici mesi di reclusione. Il periodo di detenzione preventiva fu detratto dalla pena; insieme a Wilhelm Frick ed Ernst Röhm, uscì dall'aula in libertà vigilata. Appena uscito dall'aula gridò ai suoi sostenitori: "Ora tocca a noi!" e assunse nuovamente il comando del suo vecchio reggimento SA.
Dal 1924 al 1928 lavorò come segretario presso l'Associazione per la comunità tedesca all'estero (in tedesco Verein für Deutsche Kulturbeziehungen im Ausland, VDA). Dal 1927 al 1929 fu impiegato come istruttore di tennis e di sci, poi come rappresentante di articoli sportivi a Monaco di Baviera, quando trovò lavoro presso l'Istituto tedesco per gli stranieri di Stoccarda.
Il 15 agosto 1933, mentre seguiva l'auto di Hitler, perse il controllo del veicolo e si schiantò riportando la frattura di una gamba e del cranio, oltre a una ferita a un occhio. Fortunatamente per lui, lo seguiva il medico Karl Brandt. Brandt portò Brückner all'ospedale di Traunstein, dove lo operò al cranio e gli rimosse l'occhio gravemente ferito. Brandt trascorse le sei settimane successive con Brückner finché le sue condizioni non migliorarono. Fu grazie a questa azione che Brandt divenne in seguito il medico di Hitler.
Il 20 febbraio 1934, fu nominato aiutante capo di Hitler, ruolo che mantenne fino all'ottobre 1940. In questo ruolo supervisionava tutti i servitori personali, le guardie del corpo e gli altri aiutanti del Führer. Per questo motivo fu annoverato tra coloro che facevano parte della cerchia personale più ristretta di Hitler, uno dei più stretti confidenti come Joseph Goebbels e Sepp Dietrich nel film di propaganda Hitler über Deutschland del 1932. Il 9 novembre 1934 fu nominato da Hitler SA-Obergruppenführer.
Il 15 gennaio 1936, Brückner divenne cittadino onorario di Detmold, onorificenza che gli fu revocata dal consiglio comunale il 9 novembre 1945. Benvoluto dai visitatori abituali della Cancelleria del Reich per la sua schiettezza e affabilità, perse sempre più importanza con lo scoppio della guerra. Nell'ottobre 1940 fu sostituito da Julius Schaub come aiutante capo di Hitler. Martin Bormann, all'epoca capo dello staff dell'ufficio di Rudolf Hess, fu il fautore della sostituzione di Brückner con Schaub, uomo più vicino a Bormann.
Si arruolò nella Wehrmacht, avanzando al grado di colonnello alla fine della guerra. Fu prigioniero di guerra statunitense dal 1945 al 1948. Il 14 settembre 1948, Brückner fu classificato come il principale colpevole in un processo del tribunale del campo di Garmisch-Partenkirchen e condannato a tre anni e mezzo da scontare in un campo di lavoro con la confisca di gran parte dei suoi beni.
Morì il 18 agosto 1954 a Nußdorf, in Alta Baviera.